# Hermann Flaschka
Hermann Flaschka (* 25. März 1945 in Öblarn, Österreich; † 18. März 2021) war ein österreichisch-US-amerikanischer theoretischer Physiker und Mathematiker.

## Werdegang
Flaschka studierte am Georgia Institute of Technology (Bachelor 1967) und promovierte am Massachusetts Institute of Technology bei Gilbert Strang (Asymptotic Expansions and Hyperbolic Equations with Multiple Characteristics). Danach war er als Post-Doc an der Carnegie Mellon University und ab 1972 an der University of Arizona, wo er Professor wurde und seitdem blieb. Er war unter anderem Gastprofessor an der Clarkson University (1978/79) am RIMS in Kyōto (1980/81) und an der École polytechnique fédérale de Lausanne (2002).
Flaschka leistete wichtige Beiträge im Bereich exakt integrierbarer dynamischer Systeme, beispielsweise zeigte er die exakte Lösbarkeit der Toda-Kette (von Morikazu Toda) mit Inverser Streutransformation und mit A. C. Newell führte er Vielphasen-Lösungen (Multiphase similarity solutions) nichtlinearer exakt integrierbarer Gleichungen wie der Korteweg-de-Vries-Gleichung ein, über Differentialgleichungen, die von deren spektralen Parametern erfüllt werden. Beide entwickelten auch 1980 die Isomonodromie-Transformations-Methode und beschäftigten sich mit dem Zusammenhang von Solitonen-Gleichungen zu Lie-Algebren.
1980 war er Mitgründer von Physica D (Nonlinear Phenomena), das er mit herausgab. 1995 erhielt er den Norbert-Wiener-Preis. Er war Fellow der American Mathematical Society.

## Schriften
- The Toda Lattice, 2 Teile, Phys. Rev. B, Band 9, 1974, S. 1924–1925, Progr. Theoretical Physics, Band 51, 1974, 703–706
- mit Newell: Integrable systems of nonlinear evolution equations, in J. Moser, Dynamical Systems, Theory and Applications, Springer, Lecture Notes in Physics 38, 1975, S. 355–466
- mit Newell: Monodromy and spectrum preserving deformations, Teil 1, Comm. Math. Phys., Band 76, 1980, S. 65–116
- mit A. C. Newell, M. Tabor: Integrability, in: V. E. Zakharov, What is Integrability ?, Springer 1991, S. 73–114